# María Dolores García Broch
María Dolores García Broch (València, 1938) és una política, mestra i empresària valenciana.
Fou cofundadora del partit blaver Unió Valenciana (UV) junt a Miguel Ramón Izquierdo i Vicent González Lizondo el 1982, partit pel qual fou regidora a l'ajuntament de València de 1986 a 1995. García Broch fou segona tinent d'alcalde i responsable de la regidoria d'educació, cultura i política lingüística al primer govern de coalició de l'alcaldessa Rita Barberà (PP) i González Lizondo (UV), des de 1991 fins que abandonà el govern i el partit arran de les desavinences amb el seu cap de partit a finals del mateix any. Va fundar el partit polític Renovació Valencianista en 1994.

## Biografia
Nasqué a València a 1938, a una època a la qual la ciutat estava sent durament bombardejada en el context de la Guerra Civil espanyola. Son pare, republicà i valencianista, fou cridat a les files de l'exèrcit republicà, alcançant l'escalafò de Comandant de l'Estat Major, fet aquest per el que fou apressat i conduït al Camp de concentració dels Ametllers d'Alacant a la fi del conflicte, tot i que posteriorment seria traslladat al camp de treball instl·lat al Monestir de Sant Miquel dels Reis, ubicat al cap i casal.
La seua infància discorregué al barri de Russafa, on va patir les penúries econòmiques de la guerra, la censura del valencià i la discriminació que sofriren les famílies esquerranes i republicanes com la seu a mans de les autoritats franquistes. Assistí al mateix col·legi que Antoni Ruiz Negrei molt tempranament conegué al filòleg i historiador Manuel Sanchis Guarner.
A l'àmbit acadèmic estudià Ciències de l'Educació, obtenint la llicenciatura i exercint com a mestra d'Educació Primària.

## Carrera política
Garcia Broch ocupà a la segona posició a la llista electoral d'Unió Valenciana a les eleccions municipals de València de 1987, on la llista encapçalada per González Lizondo obtingué 7 escons, constituïnt-se com la primera força d'oposició a l'Alcalde socialista Ricard Pérez Casado, al passar al davant de la candidatura dretana d'Aliança Popular, amb qui UV s'havia coalligat en les darreres eleccions.
A les eleccions de 1991 Garcia Broch tornà a figurar a la llista unionista, que millorà els seus resultats però fou superada per la candidatura popular encapçalada per Rita Barberá, que aquesta vegada tan sols va quedar enrere de la llista socialista de l'Alcaldessa Clementina Ródenas; tot i això, el pacte segellat entre UV i PP permeté que Barberá siga Alcaldessa, mentre que González Lizondo ocuparia el càrrec de Tinent d'Alcalde.
Així, i amb la distribució del poder al consistori valencià, Garcia Broch va ser nomenada delegada d'Acció Cultural i Patrimoni Històric, on va promoure el finançament d'associacions blaveres i defensores del secessionisme llingüístic, i tractà de sotmetre el Penó de la Conquesta a la prova de datació basada en el carboni 14, actuació aquesta que li va fer mereixidora de l'amonestació de González Lizondo, qui desautoritzà la iniciativa.
Finalment, Garcia Broch abandonaria UV, al·legant discrepàncies amb la direcció del partit pel seu suposat agenollament front als interessos catalanistes. Amb la seua eixida, fundà la seua pròpia formació, Renovació Valencianista, que assolí resultats testimonials a les eleccions de 1995.